# Петратос, Димитри
Димитри Петратос (англ. Dimitri 'Dimi' Petratos; 10 ноября 1992, Сидней, Австралия) — австралийский футболист, вингер индийского клуба «Мохун Баган» и сборной Австралии. Участник чемпионата мира 2018 года.
Отец Петратоса, Анхело — был защитником клуба «Сидней Олимпик». Младший брат Коста — также является профессиональным футболистом.

## Клубная карьера
Петратос — воспитанник клуба «Сидней» из своего родного города. 7 ноября 2010 года в матче против «Ньюкасл Юнайтед Джетс» он дебютировал в А-Лиге. 8 января 2011 года в поединке против «Голд-Кост Юнайтед» Димитри забил свой первый гол за «Сидней». В начале 2013 года Петратос на полгода поехал в малайзийский «Келантан», а летом вернулся на родину, став игроком «Брисбен Роар». 19 октября в матче против своего бывшего клуба «Сидней» он дебютировал за новую команду. 26 декабря в поединке против «Сиднея» Димитри сделал хет-трик, забив свои первые голы за «Брисбен Роар». В 2014 году он помог команду выиграть чемпионат.
В начале 2017 года Петратос перешёл в южнокорейский «Ульсан Хёндэ». В матче против «Пхохан Стилерс» он дебютировал в Кей-Лиге.
В том же году Димитри вернулся в Австралию, подписав двухлетний контракт с «Ньюкасл Юнайтед Джетс». 7 октября в матче против «Сентрал Кост Маринерс» он дебютировал за новую команду. В этом же поединке Петратос забил свой первый гол за «Ньюкасл Юнайтед Джетс».

## Международная карьера
В 2011 году в составе молодёжной сборной Австралии Петратос принял участие в молодёжном чемпионате мира в Колумбии. На турнире он сыграл в матчах против команд Эквадора, Коста-Рики и Испании.
23 марта 2018 года в товарищеском матче против сборной Норвегии Петратос дебютировал за сборную Австралии. В том же году Димитри принял участие в чемпионате мира 2018 в России. На турнире он был запасным и на поле не вышел.

## Личная жизнь
Имеет греческое происхождение, родился в футбольной семье. Отец Ангело играл на позиции защитника в «Сидней Олимпик», младшие братья Коста и Маки одно время выступали вместе с Димитри за «Ньюкасл Юнайтед Джетс», сейчас оба вместе играют за «Сент-Джордж Сити». Одна младшая сестра, Панайота, ранее выступала за «Ньюкасл Юнайтед Джетс», а вторая, Анастасия, сейчас играет за «Сидней Олимпик».

## Достижения
Командные
 «Келантан»
- Обладатель Кубка Малайзии — 2013

 «Брисбен Роар»
- Чемпионат Австралии — 2013/14